# Antonella Ruggiero
Antonella Ruggiero (Genova, 1952. november 15. –) olasz popénekesnő.

## Pályaképe
Antonella Ruggiero Genovában született 1952 őszén. 1974-ben készítette első hangfelvételét „Io Matia” címmel. A Matia a művésznév. Matia genovai nyelven „őrültséget”, „őrült nőt” jelent. A nagylemez igen ritka, 45-ös fordulatszámú vinillemez.
1975-ben Piero Cassanóval, Aldo Stellitával, Giancarlo Golzival és Carlo Marralével együttest alapított Matia Bazar, amely népszerű lett Olaszországban, és sikerült néhány slágert külföldön is értékesíteniük. Legnagyobb sikereik a Cavallo bianco (1979) és a Ti sento volt, amely 1986-ban óriási siker lett Európa-szerte.
Antonella Ruggiero 1989-ben elhagyta zenekarát. Csak hét évvel később hallatott újra magáról. Ebben az évben jelent meg a Libera szólóalbuma, amelyre erős hatást gyakorolt az indiai népzene. Egy évvel később az énekesnő ismert fiatal olasz zenészekkel lépett stúdióba új arcot adni a Matia Bazar régi sikereinek. Ennek eredménye a Registrazioni Moderne című album lett.
1998-ban Ruggiero lépett fel szólistaként a Sanremói Dalfesztiválon, és második lett az Amore lontanissimo című dallal. Egy évvel később újra próbálkozott, ezúttal a Non ti dimenticóval, és ismét kis híján maradt el a győzelemtől.
A Sospesa (2000) popalbum után belevetette magát az egyházi zenébe. Különböző templomokban turnézott.
2003-ban és 2005-ben ismét szerepelt Sanremóban. Az Echi d'Infinitóval utóbb első helyezést szerzett.

## Albumok
- 1996: Libera
- 1998: Registrazioni moderne
- 1999: Sospesa
- 2001: Luna crescente: Sacrarmonia
- 2003: Antonella Ruggiero
- 2005: Big Band!
- 2006: L'abitudine della luce
- 2007: Genova, la Superba
- 2008: Pomodoro genetico
- 2013: Qualcosa è nell'aria: digitális album a hivatalos honlapjáról letölthető  (3 dal)
- 2014: L'impossibile è certo
- 2015: Cattedrali
- 2016: La vita imprevedibile delle canzoni
- 2018: Quando facevo la cantante

### Live
- 2004: Sacrarmonia Live
- 2006: Stralunato recital live
- 2007: Souvenir d'Italie
- 2009: Cjanta Vilotis
- 2010: Contemporanea Tango (feat. Hyperion Ensemble orchestra)
- 2012: Buon Natale: Live in concert (feat. I Virtuosi Italiani orchestra)
- 2015: Requiem Elettronico (feat. ConiglioViola)
- 2020: Empatia

## Filmek
- Antonella Ruggiero az IMDb-n

## Díjak
- 2005: Sanremói dalfesztivál, Echi d'Infinito: győzelem (1998-ban és 1999-ben második)